# آبونکور-سور-سی
آبونکور-سور-سی (به فرانسوی: Aboncourt-sur-Seille) یک کمون در فرانسه است که در Canton of Château-Salins واقع شده‌است.

## خصوصیات
آبونکور-سور-سی ۳٫۶۳ کیلومترمربع مساحت و ۷۴ نفر جمعیت دارد و ۳۱۲ متر بالاتر از سطح دریا واقع شده‌است.